# Mira hacia ti
Mira hacia ti es el primer álbum en la carrera del roquero español Miguel Ríos. 
Publicado en 1969, incluía varios temas que ya habían sido éxito publicados como sencillos.

## Lista de canciones
1. "El río" - 2:40
2. "Contra el cristal" - 3:31
3. "Good-bye quiere decir adiós" - 3:47
4. "El viaje" - 3:40
5. "No sabes cómo sufrí" - 3:16
6. "Mira hacia ti" - 3:16
7. "Yo sólo soy un hombre" - 3:11
8. "Mi vida fue" - 3:00
9. "Vuelvo a Granada" - 2:31
10. "Soy algo que quisieras borrar" - 3:00
11. "El cartel" - 3:10